# Erkki
Erkki est un prénom pouvant désigner:

## Prénom
- Erkki Aadil (né en 1974), coureur d'orientation finlandais
- Erkki Aaltonen (1910-1990), compositeur finlandais de musique classique
- Erkki Ala-Könni (en) (1911-1996), professeur et ethnomusicologue finlandais
- Erkki Antila (né en 1954), biathlète finlandais
- Erkki Bahovski (en) (né en 1970), journaliste estionien
- Erkki Elomaa (1936-1989), architecte finlandais
- Erkki Ertama (en) (1927-2010), compositeur et chef d'orchestre finlandais
- Erkki Härmä (1890-1957), homme politique finlandais
- Erkki Hartikainen (en) (né en 1942), universitaire finlandais
- Erkki Haukipuro (en) (1921-2001), homme politique finlandais
- Erkki Hautamäki (en) (né en 1930), officier finlandais
- Erkki Huttunen (1901-1956), architecte finlandais
- Erkki Junkkarinen (en) (1929-2008), chanteur finlandais
- Erkki Kaila (en) (1867-1944), archevêque finlandais
- Erkki Kairamo (1936-1994), architecte finlandais
- Erkki Karu (1887-1935), réalisateur et scénariste finlandais
- Erkki Kataja (1924-1969), athlète finlandais spécialiste du saut à la perche
- Erkki Kilpinen (né en 1948), spécialiste finlandais de combiné nordique
- Erkki Koiso (1934-2000), joueur finlandais de hockey sur glace
- Erkki Korhonen (en) (né en 1956), pianiste finlandais
- Erkki Koskinen (en) (1925-2009), coureur cycliste finlandais
- Erkki Kourula (en) (né en 1948), juge finlandais
- Erkki Kurenniemi (1941-2017), mathématicien et physicien nucléaire finlandais
- Erkki Lahti (1816-1858), sculpteur finlandais
- Erkki Laine (en) (1957-2009), joueur finlandais de hockey sur glace
- Erkki Latvala (né en 1965), biathlète finlandais
- Erkki Lehtonen (né en 1957), joueur finlandais de hockey sur glace
- Erkki Liikanen (né en 1950), homme politique finlandais
- Erkki Lill (en) (né en 1968), joueur et entraîneur estonien de curling
- Erkki Mallenius (1928-2003), boxeur finlandais
- Erkki Melartin (1875-1937), compositeur et chef d'orchestre finlandais
- Erkki Miinala (en) (né en 1986), joueur olympique finlandais de goalball
- Erkki Nghimtina (en) (né en 1948), homme politique namibien
- Erkki Niemi (en) (né en 1962), athlète finlandais de saut à la perche
- Erkki Nordberg (en) (1946-2012), colonel finlandais
- Erkki Oja (en) (né en 1948), professeur finlandais en science informatique
- Erkki Pakkanen (1930-1973), boxeur finlandais
- Erkki Peltonen (en) (1861-1942), homme politique finlandais
- Erkki Penttilä (1932-2005), lutteur finlandais
- Erkki Pohjanheimo (en) (né en 1942), producteur et réalisateur de télévision finlandais
- Erkki Pukka (en) (né en 1940), sauteur à ski finlandais
- Erkki Pulliainen (en) (né en 1938), biologiste et homme politique finlandais
- Erkki Pystynen (en) (né en 1929), homme politique finlandais
- Erkki Raappana (1893-1962), général finlandais durant la Seconde Guerre mondiale
- Erkki Räikkönen (en) (1900-1961), chef nationaliste finlandais
- Erkki Rajamäki (en) (né en 1978), joueur finlandais de hockey sur glace
- Erkki Rapo (en) (1946-2004), collectionneur d'autographe finlandais
- Erkki Rintala (né en 1918), joueur finlandais de hockey sur glace
- Erkki Ruoslahti (né en 1940), chercheur américano-finlandais
- Erkki Ruuhinen (en) (né en 1943), designer finlandais
- Erkki Saaristo (né en 1954), joueur et entraîneur de basket-ball finlandais
- Erkki Salmenhaara (1941-2002), compositeur et musicologue finlandais
- Erkki Savolainen (en) (1917-1993), boxeur finlandais
- Erkki Seppänen, chanteur finlandais
- Erkki Toivanen (en) (1938-2011), journaliste et présentateur finlandais
- Erkki Tuomioja (né en 1946), homme politique finlandais
- Erkki-Sven Tüür (né en 1959), compositeur estonien
- Erkki Virtanen (en) (né en 1952), homme politique finlandais